# Franz von Sonnleithner
Pour les articles homonymes, voir Sonnleithner.
Franz Edler von Sonnleithner (né le 1er juin 1905 à Salzbourg; mort le 18 avril 1981 à Ingelheim am Rhein) représentait l'Office des Affaires étrangères au quartier général d'Adolf Hitler.
Fils d'un officier autrichien il a étudié le Droit à Vienne et à Innsbruck où il a passé le doctorat en 1928. Ensuite il est devenu commissaire de police d'abord à Vienne puis à Salzbourg puis a travaillé à la présidence fédérale de Vienne.
Sonnleithner a été arrêté le 26 septembre 1934 à Vienne puis emprisonné en raison de son adhésion à l'idée d'une union de l'Autriche avec l'Allemagne nazie et de ses activités clandestines en faveur du parti nazi interdit. En 1936 il a été condamné pour Haute trahison et abus de pouvoir. Il est resté en prison jusqu'au 12 mars 1938, le jour même de l'Anschluss.
Dès le 2 décembre 1938 il a été appelé à l'administration des affaires étrangères et a pu y construire sa carrière. Le 9 mars 1939 il est devenu conseiller de légation et le 13 juillet 1940 conseiller de légation de première classe.
Plus tard il a travaillé au cabinet du ministre des affaires étrangères du Reich Joachim von Ribbentrop.
Sonnleithner était souvent présent au quartier général d'Hitler, où il représentait l'ambassadeur Walter Hewel. Le 20 juillet 1944 lors de l'échec de l'attentat contre Hitler de Claus Schenk Graf von Stauffenberg, Sonnleithner ne fut pas blessé.
D'avril 1945 à 1948 il a été retenu dans un camp d'internement par les Américains. Libéré le 1er septembre 1949, il a pu faire carrière dans l'industrie à Ingelheim.
Sonnleithner s'est battu jusqu'à sa mort pour ses droits à la retraite.
En 1989 est parue son autobiographie: Diplomate au quartier général du Führer ((de) Als Diplomat im Führerhauptquartier. Langen-Müller, München 1989,  (ISBN 3-784-42267-5))

## Source
- (de) Cet article est partiellement ou en totalité issu de l’article de Wikipédia en allemand intitulé « Franz von Sonnleithner » (voir la liste des auteurs).